# Balmberg
Le Balmberg est un col de montagne situés dans le nord-est du massif du Jura dans le canton de Soleure en Suisse.

## Géographie
Le col de Balmberg se situe sur le territoire de la commune soleuroise de Balm bei Günsberg et se présente comme un cirque rocheux constitué de forêts et de pâturages. La Sigger y prend sa source.
La route du col relie les communes de Welschenrohr au nord et de Günsberg au sud.

## Histoire
La montagne est colonisée depuis le XVIe siècle, principalement par des éleveurs d'alpage. On y extrait du gypse entre les jusqu'au XIXe siècle.
La route du col est mentionnée depuis 1574 et soumise à péage en 1703. Elle est réaménagée en route cantonale entre 1898 et 1900, puis rénovée entre 1936 et 1941.
Six fromageries d'alpage sont répertoriées sur la montagne au XIXe siècle et, de nos jours, on y compte encore trois fermes et deux exploitations d'estivage. À la base du Balmberg s'ouvre un établissement de cure au début du XXe siècle, repris comme maison de convalescence en 1920 par les caisses maladie du canton de Soleure.
Un foyer d'enfants et une école d'altitude sont également construits au sommet dès 1922. Enfin, un centre de vacances est bâti en 1960, utilisé aujourd'hui pour accueillir des demandeurs d'asile.

## Domaine skiable
Avec la station de ski de Weissenstein, dont le domaine est plus petit, Balmberg est la seule station de Suisse alémanique du massif du Jura. La première remontée mécanique y fut installée pour y permettre la pratique du ski alpin pour la saison 1963/1964. Les parkings, payants, sont situés au pied du téléski Kähle ainsi que dans un virage de la route d'accès dominant le plus long téléski du domaine, le Höfli. Ce dernier, qui n'est pas ouvert en permanence, dessert une piste rouge relativement longue et raide. Il dessert également deux pistes noires non damées, et difficilement accessibles par une route forestière guère signalisée. La pratique du ski hors-piste est possible aussi dans la forêt, par endroits clairsemée. La piste desservie par le téléski Kähle, dans le centre de la station, est équipée pour la pratique du ski nocturne, du mardi au vendredi. Cette piste est relativement courte mais offre une structure de pente diverse et ludique. Une piste et un téléski, le Bödeli, sont réservés uniquement à la pratique de l'airboard. Un court téléski pour débutants complète l'offre. Par temps dégagé, il est possible de voir les Alpes depuis le sommet du domaine. Comme toutes les autres stations de ski du Jura suisse, Balmberg ne dispose pas de canon à neige. Elle est donc, du fait de son altitude très basse, fortement tributaire des précipitations naturelles.